# Абло, Вирджил
Ви́рджил А́бло (англ. Virgil Abloh, МФА /æbloʊ/; 30 сентября 1980, Рокфорд — 28 ноября 2021[…], Чикаго) — американский модельер и предприниматель. В 2012 году он запустил собственную линию роскошной уличной одежды Pyrex Vision, а в 2013 году стал главным исполнительным директором миланского бренда Off-White, модного дома, который он основал. С 2018 года Вирджил также был художественным руководителем коллекции мужской одежды Louis Vuitton, а в начале 2021 года на него были возложены более широкие творческие обязанности по всему бренду LVMH.
Вирджил, архитектор по образованию, который также работал в сфере уличной моды в Чикаго, пришел в мир международной моды, пройдя стажировку в Fendi в 2009 году вместе с американским рэпером Канье Уэстом. В 2010 году Вирджил занял должность креативного директора западного креативного агентства Donda.
Став первым афроамериканцем, который стал художественным руководителем французского дома моды класса люкс, присоединившись к LVMH в 2018 году, Абло был назван журналом Time одним из 100 самых влиятельных людей в мире в том году. Дизайнерская эстетика Вирджила, в которой сочетались уличная и роскошная одежда, была названа The New York Times преобразующей. Согласно The Wall Street Journal, он достиг необычного для дизайнера уровня мировой известности и стал вдохновляющей фигурой, сообщает BBC.

## Ранние годы жизни и образование
Вирджил Абло родился 30 сентября 1980 года в Рокфорде, штат Иллинойс, в семье выходцев из Ганы. Его мать была швеей, а отец руководил компанией по производству красок. У своей матери он научился шить. Вирджил вырос в Рокфорде, где посещал католическую среднюю школу Бойлана, которую окончил в 1998 году. В 2002 году он окончил Висконсинский университет в Мадисоне со степенью бакалавра наук в области гражданского строительства. В 2006 году он получил степень магистра архитектуры в Иллинойском технологическом институте (IIT). Когда Вирджил учился в IIT, в кампусе строилось здание, спроектированное архитектором Ремом Колхасом (который также работал над коллекциями для Prada). Здание, построенное Колхасом, помогло ему заинтересовать моду. В дальнейшем Вирджила вдохновил Краун-холл, спроектированный Людвигом Мис ван дер Роэ. В магистерской диссертации Вирджила был разработан дизайн небоскреба в Чикаго, который изгибался в направлении озера Мичиган. Изучая архитектуру, он также разрабатывал дизайн футболок и писал статьи о моде и дизайне для блога The Brilliance. Вирджил впервые познакомился с музыкантом Канье Уэстом, когда работал над его дизайном в типографии в Чикаго.

## Карьера

### 2009—2013: Достижение известности
После получения диплома архитектора Вирджил в 2009 году стажировался в Fendi в одном классе с рэпером Канье Уэстом. Устроившись в офис компании в Риме, Италия, они начали сотрудничать. Во время своей работы с рэпером и дизайнером Вирджил привлек внимание генерального директора Louis Vuitton Майкла Берка. Позже в том же году Вирджил и художественный партнер Канье, Don C, открыли розничный магазин под названием RSVP Gallery, расположенный в Чикаго. Магазин стал известен благодаря разнообразию модной одежды и отражению стиля Вирджила в дизайне интерьера магазина. Год спустя Уэст назначил Вирджила креативным директором своего креативного агентства Donda.
В 2011 году Уэст попросил его стать художественным руководителем альбома Jay-Z/West Watch the Throne 2011 года, что принесло дизайнеру номинацию на «Грэмми». В 2012 году Вирджил разработал дизайн обложки для одноименного дебютного альбома WZRD. В 2012 году Вирджил основал свою первую компанию Pyrex Vision. Он купил одежду deadstock у Ralph Lauren за 40 долларов, нанес на неё трафаретную печать и продал по цене свыше 550 долларов. Год спустя он закрыл компанию, поскольку считал, что это не коммерческое предприятие, а художественный эксперимент.

### 2013—2017: Off-White и успех в мейнстриме
Уличная одежда по большей части считается дешевой. Моей целью было придать ей интеллектуальный оттенок и сделать ее заслуживающей доверия
В 2013 году Вирджил основал свой первый модный дом и второй бизнес в целом, создав бренд уличной одежды высокого класса Off-White, разработав логотип, вдохновленный Беном Келли. Компания Вирджила, базирующаяся в Милане, Италия, была описана инвесторами и модными критиками как «серая зона между чёрным и белым, как не совсем белый цвет». Во время запуска своего бренда он получил помощь от New Guards Group, которая также помогала многим другим дизайнерам и брендам, таким как Palm Angels, Heron Preston и Marcelo Burlon. Вирджил сказал, что его первая коллекция Off-White была вдохновлена домом Людвига Мис ван дер Роэ из плавающего стекла Farnsworth House, и представил её с отсылками к творчеству художника эпохи барокко Караваджо и немецкой дизайн-студии начала 20-го века Bauhaus. Бренд привлек всеобщее внимание благодаря своей одежде, которая начала продаваться в Париже, а затем распространилась на Китай, Японию и Соединенные Штаты. Линию одежды можно узнать по использованию кавычек, застежек-молний, заглавных букв и защитной ленты. В 2014 году он запустил линию женской одежды компании и представил коллекции на Неделе моды в Париже. Его линия была выбрана в качестве финалиста отраслевой премии LVMH Prize, но уступила Маркизу Альмейде и Jacquemus. В 2014 году Вирджил открыл свой первый концептуальный магазин Off-White в Гонконге. Он открыл свой второй магазин в Токио, Япония, где основал мебельное подразделение компании Grey Area, за которым последовали магазины в Сингапуре и Нью-Йорке. Занимаясь редизайном, Вирджил придерживался своего собственного правила изменять дизайн обуви только на 3 %, потому что ему было интересно сохранить оригинальный дизайн обуви.

### 2013—2018: Off-White и сотрудничество с другими брендами
К концу 2018 года, согласно индексу продаж и потребительских настроений, Off-White стал самым популярным брендом в мире, обогнав Gucci. Вирджил также сотрудничал со шведской мебельной компанией IKEA в разработке мебели для квартир и домов, а также удобных в переноске сумок с надписью sculpture посередине. Коллекция получила название Markerad, что в переводе со шведского означает «четкий, ясный, ярко выраженный», и была выпущена в 2019 году. Вирджил предполагал, что в коллекцию будет входить практичная мебель современного дизайна. В 2017 году его попросили разработать новую коллекцию совместно с Nike под названием «The Ten», и он переработал дизайн ряда самых продаваемых моделей обуви компании. Вирджил работал над воплощением своего видения коллекции IKEA, создавая эскизы типовых предметов мебели, а также привнося в дизайн свою собственную эстетику, используя дверной упор для выравнивания мебели. Вирджил работал над дизайном стульев, журнальных столиков, кроватей, шкафчиков для хранения вещей, зеркал и ковров в рамках своего сотрудничества с IKEA. Вирджил использовал кавычки, чтобы подчеркнуть свою отстраненность от общества и социальных норм. Во время подъёма неонационализма в 2017 году Вирджил работал с художницей-концептуалисткой Дженни Хольцер над созданием линии, подчеркивающей положительные аспекты иммиграции, культурной интеграции и глобализации. В декабре 2017 года он снова работал с Хольцер над дизайном футболок для Planned Parenthood в ответ на женский марш на Вашингтон.

### 2018—2021: Louis Vuitton

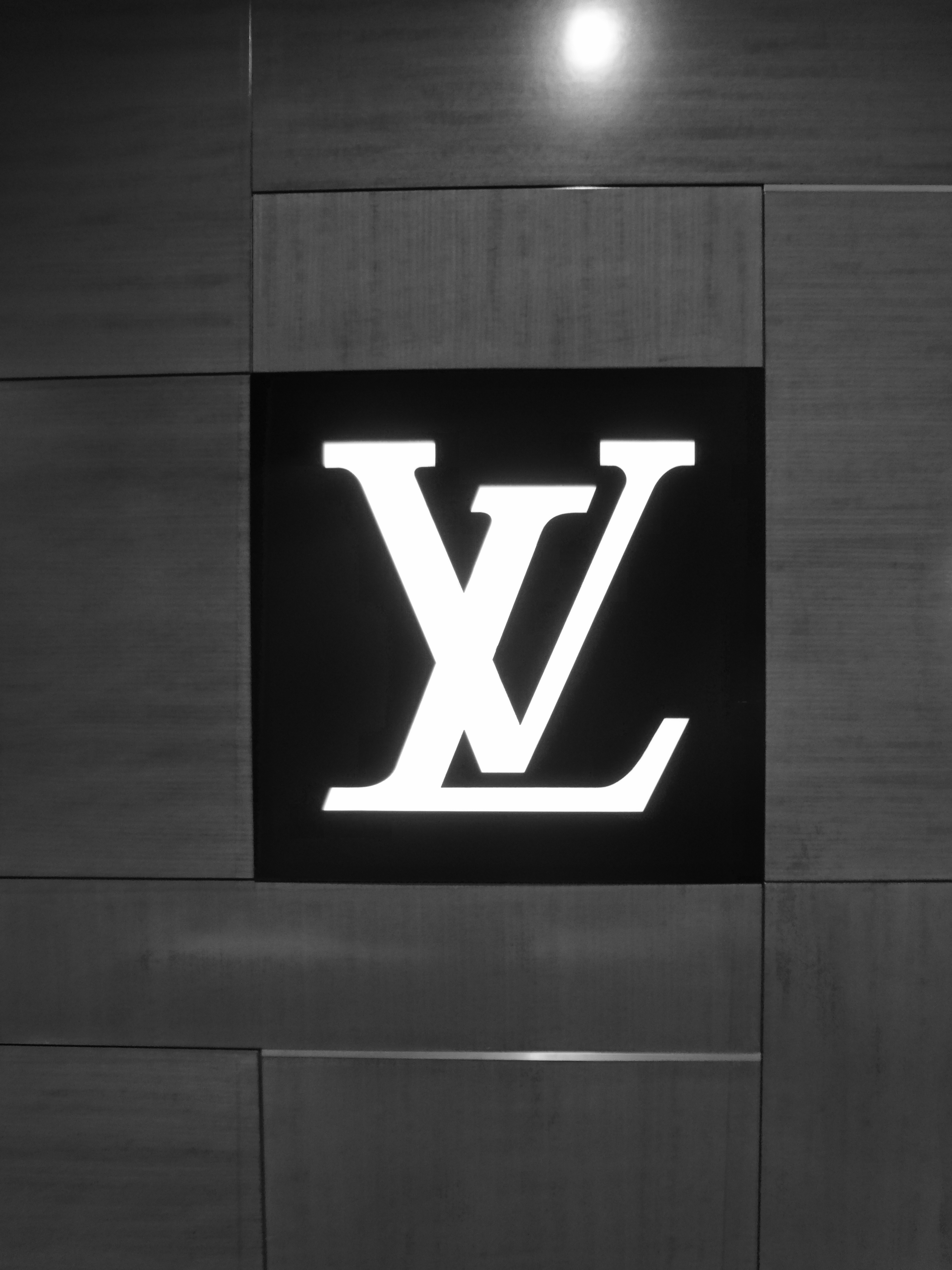
Вирджил включил логотип LV в свою дебютную коллекцию мужской одежды для бренда.

25 марта 2018 года Вирджил был назначен художественным руководителем линии готовой мужской одежды Louis Vuitton, что сделало его первым человеком африканского происхождения, возглавившим линию мужской одежды бренда, а также одним из немногих чернокожих дизайнеров, возглавляющих крупный французский дом моды. После вступления в должность он заявил:
"Для меня большая честь занять эту должность. Я считаю, что наследие и творческая целостность дома являются ключевыми источниками вдохновения, и буду стремиться ссылаться на них, проводя параллели с современностью".
 Вирджил продемонстрировал свою первую коллекцию для Louis Vuitton на Неделе мужской моды 2018 года в садах Пале-Рояль в Париже. Рианна была первой известной личностью, которая носила одежду Вирджила до этого показа. Playboi Carti, Steve Lacy, A$AP Nast, Dev Hynes и Kid Cudi появились на подиуме для дебютного показа Вирджила в Vuitton. После этого Вирджил пользовался большим спросом благодаря своему дизайну, создав в сотрудничестве с Nike оригинальный наряд для Серены Уильямс, который она будет носить на Открытом чемпионате США 2018 года. 5 июня 2018 года компания Вирджила выпустила лимитированную серию прозрачных чемоданов в сотрудничестве с производителем багажа Rimowa. В марте 2019 года Вирджил в сотрудничестве с IKEA начал производить мебель для миллениалов, начиная от шкафов, ковров, журнальных столиков и стульев. Вирджил использовал различные элементы стиля, такие как кавычки вокруг определённых слов и нанесение их на различные предметы одежды, а в данном случае и на различные типы мебели. Например, компания Вирджила создала «Дверной ограничитель» на стуле, добавив дверной ограничитель на одну из ножек стула, чтобы сделать его приподнятым. Одна из самых популярных вещей Вирджила — сумка Frakta. Модель бежевого цвета с надписью «SCULPTURE» на боку. В марте 2019 года Вирджил совместно с SSENSE выпустили коллекцию для тренировок. В этой коллекции была представлена разнообразная одежда для тренировок, начиная от леггинсов и спортивных бюстгальтеров в тон, спортивных свитеров и укороченных топов. В коллекции были использованы некоторые из фирменных дизайнов Вирджила, в том числе желто-белый знак, украшающий талию брюк и низ спортивных бюстгальтеров. Вирджил также добавил объемные четырёхсторонние стрелки, образующие крест, спереди на топах и брюках.
"Теперь у меня есть платформа, чтобы изменить индустрию. Мы дизайнеры, поэтому мы можем создать тренд, мы можем выделить проблемы, мы можем заставить многих людей сосредоточиться на чем-то или мы можем заставить многих людей сосредоточиться на себе. Меня не интересуют (последний). Я заинтересован в том, чтобы использовать свою платформу, как один из очень небольшой группы афроамериканских мужчин, для проектирования дома, чтобы как бы показать людей в поэтической форме.
- Вирджил Абло (2018)
Вирджил был показан в беседе со своим другом и постоянным сотрудником Такаси Мураками на обложке осеннего выпуска журнала Cultured за 2018 год.
В 2019 году Вирджил был назначен членом совета директоров Совета модельеров Америки. Совет стремится продвигать американскую индустрию моды.
Вирджил специально для свадьбы Хейли Бибер создал белоснежное платье и фату. На фату он поместил свои знаменитые кавычки вокруг слов «пока смерть не разлучит нас».
В июле 2021 года LVMH Moët Hennessy Louis Vuitton объявила, что приобретет 60 % акций Off-White, а основатель Вирджил, в то время креативный директор по мужской одежде Louis Vuitton, сохранит за собой оставшиеся 40 %. В то же время Вирджил получил больший творческий контроль над брендом LVMH.

## Искусство
Вирджил часто работал с японским художником Такаси Мураками. У Вирджила была персональная художественная выставка в художественной галерее Kaikai Kiki в Токио, Япония. Их работы были представлены в Музее современного искусства в Чикаго и в магазине Мураками Oz Zingaro в Токио. В 2018 году Вирджил и Мураками совместно провели серию выставок в галереях Гагосяна в Лондоне, Париже и Беверли-Хиллз. В 2019 году Вирджил представила рекламную кампанию MCA speech в рамках акции CTA Red Line.
Вирджил продемонстрировал инсталляцию и рекламный щит на выставке Spazio Maiocchi в Милане, Италия, где он выступил с речью о том, что уличная одежда становится «… следующим глобальным художественным движением». Первая персональная художественная выставка Вирджила состоялась в Музее современного искусства в Чикаго в 2019 году. На этой выставке была представлена масштабная скульптура с изображением обложки альбома Канье Уэста Yeezus и многочисленные фотографии Chief Keef в футболке Supreme, разработанной Вирджилом. После Чикаго «Вирджил Абло: Фигуры речи» побывала в Музее искусств Хай, Институте современного искусства в Бостоне и музеях Катара в рамках Года культуры Катара-США в 2021 году. Выставка была задумана как ретроспектива достижений Вирджила в искусстве, дизайне и музыке в середине его карьеры. С 1 июля 2022 года по 29 января 2023 года в Бруклинском музее демонстрировались «Фигуры речи». Бруклинская выставка, посвященная двум десятилетиям творческой деятельности художника, включала в себя сотрудничество с художником Такаси Мураками, музыкантом Канье Уэстом и архитектором Ремом Колхасом, а также материалы его модного лейбла Off-White и изделия Louis Vuitton, где он был первым художественным руководителем чёрной мужской одежды.. Инсталляция также предлагала пространство для собраний и выступлений, призванное компенсировать историческую нехватку места для чернокожих артистов и чернокожих людей в культурных учреждениях.

## Личная жизнь
С 2009 года был женат на Шеннон Сандберг. Абло владел домом в чикагском «Линкольн-парке», где жил с женой и двумя детьми, Лоу и Греем. Он проезжал 350 000 миль в год (примерно 565 000 км) для своей работы. Вирджил Абло являлся представителем народа Эве из ганского региона Вольта.
В июне 2020 года Вирджил выставил на аукцион пару кроссовок с автографом, направив все полученные средства на борьбу с расизмом.

## Смерть
Вирджил Абло скончался 28 ноября 2021 от ангиосаркомы сердца, с которой боролся в течение нескольких лет.

## Награды и номинации
Абло получил свою первую серьёзную награду в 2011 году за дизайн альбома «Watch the Throne», обложка которого была номинирована на премию Грэмми за лучшее оформление музыкальной записи. Абло также получил награду Urban Luxe в 2017 году от Британского модного консилиума. Вирджил Абло был включён в «Time 100», список ста самых влиятельных людей в мире в 2018 году.